# 境真良
境 真良（さかい まさよし、1968年（昭和43年）8月13日 - ）は、日本の官僚、研究者、芸能評論家。
経済産業省消費者政策研究官、国際大学グローバル・コミュニケーション・センター (GLOCOM) 客員研究員。

## 来歴
東京都生まれ。麻布中学校・高等学校を卒業。学生時代よりゲームデザイナー、ライターとして活動。1993年（平成5年）、東京大学法学部を卒業。同年、通商産業省（現：経済産業省）に入省。
入省後は、同省資源エネルギー庁公益事業部計画課（電気事業法改正担当）、国土庁地方産業振興室、瀋陽総領事館大連事務所に勤務。
2001年（平成13年）1月の中央省庁再編後、経済産業省文化情報関連産業課（メディア・コンテンツ課）の起ち上げに課長補佐として参画。その後、東京国際映画祭事務局長（官民交流）、経済産業省商務情報政策局プラットフォーム政策室課長補佐、早稲田大学大学院国際情報通信研究科客員准教授（専任扱い）勤務を経て、2009年（平成21年）4月に経済産業省情報経済課課長補佐、同7月から同省国際戦略情報分析官（情報産業）を長く勤めた（途中、2012年8月から１年間、ドワンゴ（ニコニコ動画）での勤務（官民交流）を含む）後、2018年（平成30年）7月に独立行政法人情報処理推進機構（IPA）参事、2023年（令和5年）7月から経済産業省消費者政策研究官。また、同時に、慶應義塾大学メディアコミュニケーション研究所非常勤講師（2004年 - 2005年）を務めて以来、大学の専任教員、非常勤講師を多く経験している。

## 人物
- 専門分野はIT、コンテンツ、アイドル等に関する産業と制度[2]。私的にもアジアの都市文化融合現象を16歳の頃から追っており、趣味は海賊版収集の他、アイドル研究、読書（マンガ）、コンピュータいじり等[5]。
- Twitterの自己紹介欄では「さかい魔。本名は境真良。旅人。あるいは、電波系。GLOCOMの人。」「エンタメ業界をもりたてたい人。」とする[6]。また、ももいろクローバーZの熱心なファンを意味する「モノノフ」を自称する（推しメンは佐々木彩夏[7]）。ブログの自己紹介欄では「コンテンツ系官僚」とする[8]。

## 著書
単著
- 『テレビ進化論』（講談社現代新書）講談社、2008年。
- 『Kindleショック インタークラウド時代の夜明け』（ソフトバンク新書）ソフトバンククリエイティブ、2010年。
- 『アイドル国富論: 聖子・明菜の時代からAKB・ももクロ時代までを解く』東洋経済新報社、2014年。

共著
- 佐野真一、四元正弘、田中秀幸、境真良著『出版ルネサンス』長崎出版、2003年。
- 出版コンテンツ研究会、岩本敏、小林弘人、佐々木隆一、加茂竜一、境真良、柳与志夫著『デジタルコンテンツをめぐる現状報告―出版コンテンツ研究会報告2009』ポット出版、2009年。
- 東浩紀著・編集、他著『日本2.0 思想地図β vol.3』ゲンロン、2012年。
- 東浩紀著・編集、他著『震災ニッポンはどこへいく 東浩紀対談集:ニコ生思想地図コンプリート』ゲンロン、2013年。

## 論文
- 「電気事業法をめぐる規制緩和--平成7年電気事業改正の概要」動力 45 (228)、pp.7-15、1995年5月。
- 「経済産業省に訊く（特別企画2 映画消滅の危機!?（第3弾））」高橋千秋、境真良、小沢寛倫、キネマ旬報 (1337)、93-96、2001年8月。
- 「東京国際映画祭をもっと楽しくする方法（特集 知的財産立国に向けた歩み）」アウラ (165)、12-16、2004年6月。
- 「リンデンドルは現実通貨になれるか（仮想世界の経済力 セカンドライフの膨張）」エコノミスト 85(38)、88-89、2007年7月24日。
- 「境真良氏に聞く コンテンツ産業の今と将来」境真良、古矢眞義、CIAJ journal 48 (11)、4-9、2008年11月。
- 「IECPレポート コンテンツ産業の再デザイン」境真良、福冨忠和、智場 (112)、102-107、2008年12月。
- 「IECPレポート AR時代の社会--『電脳コィル』の世界が来る」鈴木健、山口浩、境真良、智場 (112)、108-115、2008年12月。
- 「仮想世界サービスの今後の展望と課題 (2) 現実を拡張する仮想現実 （経営情報フォーラム）」経営情報学会誌 17 (3)、91-94、2008年12月。
- 「ユーザージェネレーテッドXXの時代 （ネットコミュニティと社会）」ネットコミュニティ白書 2009、80-87、2009年。
- 「Media Convergence Its Business and Environment」情報通信学会誌 28 (2)、28-31、2010年9月25日。
- 「我が国の情報通信ビジネスの国際展開」パク・キソン、谷脇康彦、境真良他、平田正之、武市博明、村上輝康、三友仁志、情報通信学会誌 29 (4)、11-30、2012年3月25日。
- 「Talk ニコ生思想地図『日本2.0』から考える (1) 新憲法と政治メディア」津田大介、境真良、東浩紀、Genron etc. = ゲンロンエトセトラ：コンテクチュアズ友の会会報 (4)、4-35、2012年8月。
- 「座談会 小林節+ゲンロン憲法委員会 憲法から考える国のかたち：人権、統治、平和主義」小林節、境真良、西田亮介他、ゲンロン通信 14、23-51、2014年9月。